# Telmo García

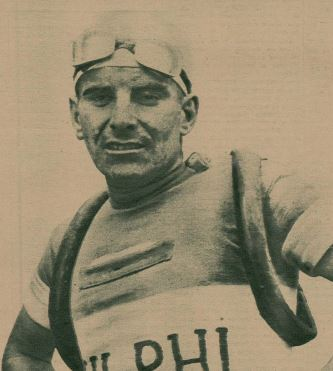
Telmo García (1928)

Telmo García (* 21. Juni 1906 in Madrid; † 7. Januar 1972 ebenda) war ein spanischer Radrennfahrer und nationaler Meister im Radsport.

## Sportliche Laufbahn
García war im Straßenradsport aktiv. 1923 wurde er Berufsfahrer und blieb bis 1936 als Radprofi aktiv. 1928 gewann er die nationale Meisterschaft im Straßenrennen. 1923 wurde er Vize-Meister hinter Jaime Janer, 1924 hinter Joan Baptista Llorens, 1927 hinter Mució Miquel. 1925 wurde er Dritter der Meisterschaft. 1925 und 1928 siegte er in der Clásica a los Puertos, 1932 in der Vuelta a Madrid. In der Andalusien-Rundfahrt 1925 holte er drei Etappensiege und belegte den dritten Gesamtrang. 1930 gewann er das Rennen Fiestas de Vitoria. In der Vuelta a España 1936 schied er aus.